# 명동
명동(明洞)은 대한민국 서울특별시 중구에 있는 번화가이자 지역 이름으로, 명동1가하고 명동2가를 합친 면적은 0.91 km2이며 명동1·2가, 충무로1·2가, 을지로1·2가 등을 법정동으로 포함하고 있다.

## 역사
조선 시대에 명례동(明禮洞) 또는 명례방, `남촌`이라고 불리며 주로 가난한 선비들이 모여사는 주택가였으나 , 일제강점기 때 명치정(明治町 메이지초[*])이라는 이름의 상업 중심지로 발전한 것이 시작이다. 
명치정1정목(明治町一丁目 메이지초잇초메[*]), 명치정2정목(明治町二丁目 메이지초니초메[*])은 1943년 6월 10일에 설치된 중구의 관할로 편성되었다.
1970년대 이전에는 증권 회사가 모여 있었던 대한민국 경제의 중심지였다. 지금도 행정동 명동 산하의 법정동인 다동과 삼각동 일대에는 은행들이 꽤 밀집해 있는, 서울 도심의 금융 중심지로도 유명하다.

## 주변 거리와 명소

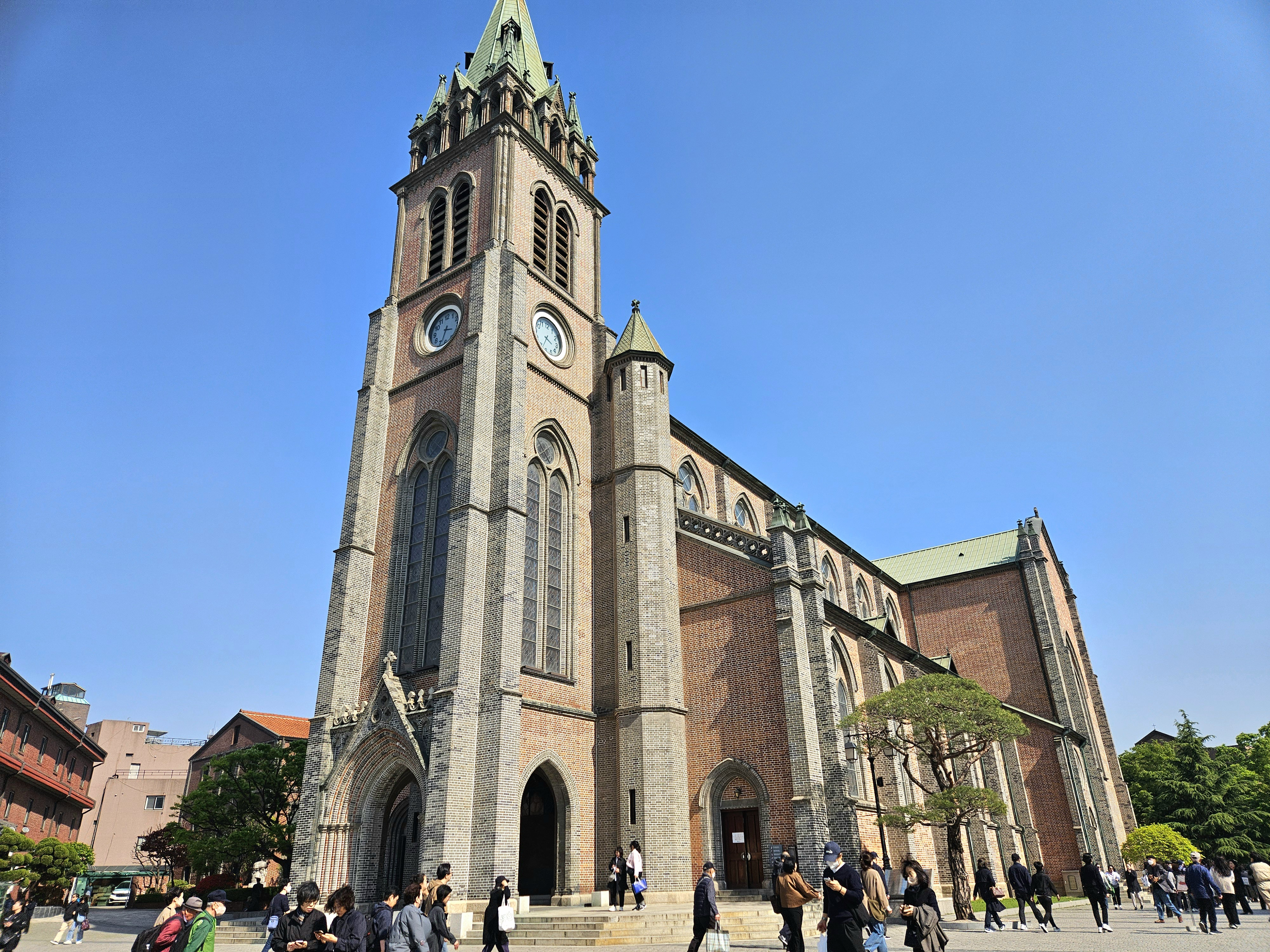
명동성당

명동은 예로부터 구도심 서울의 최대 번화가이자 주요 관광지 중 하나였다. 일본인, 중국인을 비롯한 세계 각국의 외국인 관광객들이 많이 찾는 지역으로 알려져 있다. 주한 중국 대사관, 명동성당, 가톨릭회관 건물을 제외한 거의 대부분이 쇼핑, 문화, 상업 중심지다. 
계절, 날씨를 불문하고 다양한 국적, 연령대의 관광객들의 발길이 1년 내내 끊이지 않는 서울의 관광 명소로, 대한민국 도심 중 유동인구가 가장 많은 지역이기도 하다. 또한 명동은 대한민국에서 땅값이 가장 비싼 지역으로 꼽힌다.
중화 요리점이 많고 중국인 학교도 있는 등 화교들도 많이 모여 있는 지역이긴 하지만, 차이나타운이라고 부르기에는 좀 애매한 편이다. 남쪽으로는 남대문시장, 서쪽으로는 서울광장과 접하여 유동인구 유입이 크다. 
명동 주변의 다른 관광지로는 충무로 한옥마을, 동국대 후문거리, 동대문 디자인플라자, 남산타워 등이 있다. 
- 롯데백화점 본점
- 롯데면세점
- 신세계백화점 본점
- 한국은행
- 명동예술극장
- 한국관광공사 서울센터
- 명동성당
- 일본식 복도형 목조주택을 개조한 한정식당 '수향'[3]

## 법정동
- 회현동1가 일부
- 회현동2가 일부
- 회현동3가
- 무교동
- 다동
- 태평로1가
- 을지로1가
- 을지로2가
- 남대문로1가
- 남대문로2가 일부
- 삼각동
- 수하동
- 장교동
- 수표동
- 명동1가
- 명동2가
- 남산동1가
- 남산동2가
- 남산동3가
- 저동1가
- 예장동
- 충무로1가 일부
- 충무로2가

## 교육 시설
대학교
- 정화예술대학교

## 언론
- 조선일보 / TV조선
- 가톨릭평화방송

## 교통 시설
- 지하철
  - ● 서울 지하철 2호선 ： 시청역, 을지로입구역, 을지로3가역
  - ● 수도권 전철 4호선 ： 명동역

## 사진

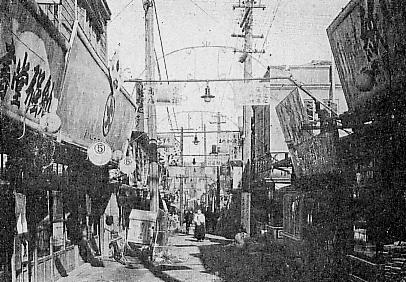
일제강점기 때의 명동
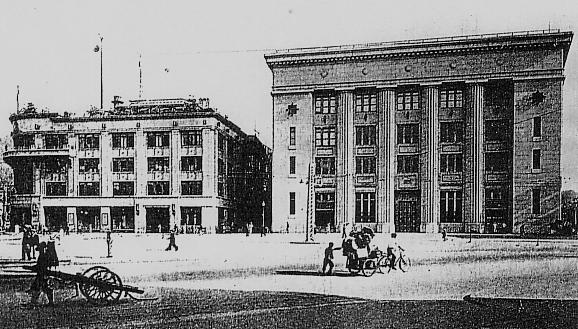
미쓰코시 백화점 경성점과 조선저축은행 본점 (지금의 신세계백화점 본점과 옛 제일은행 본점)
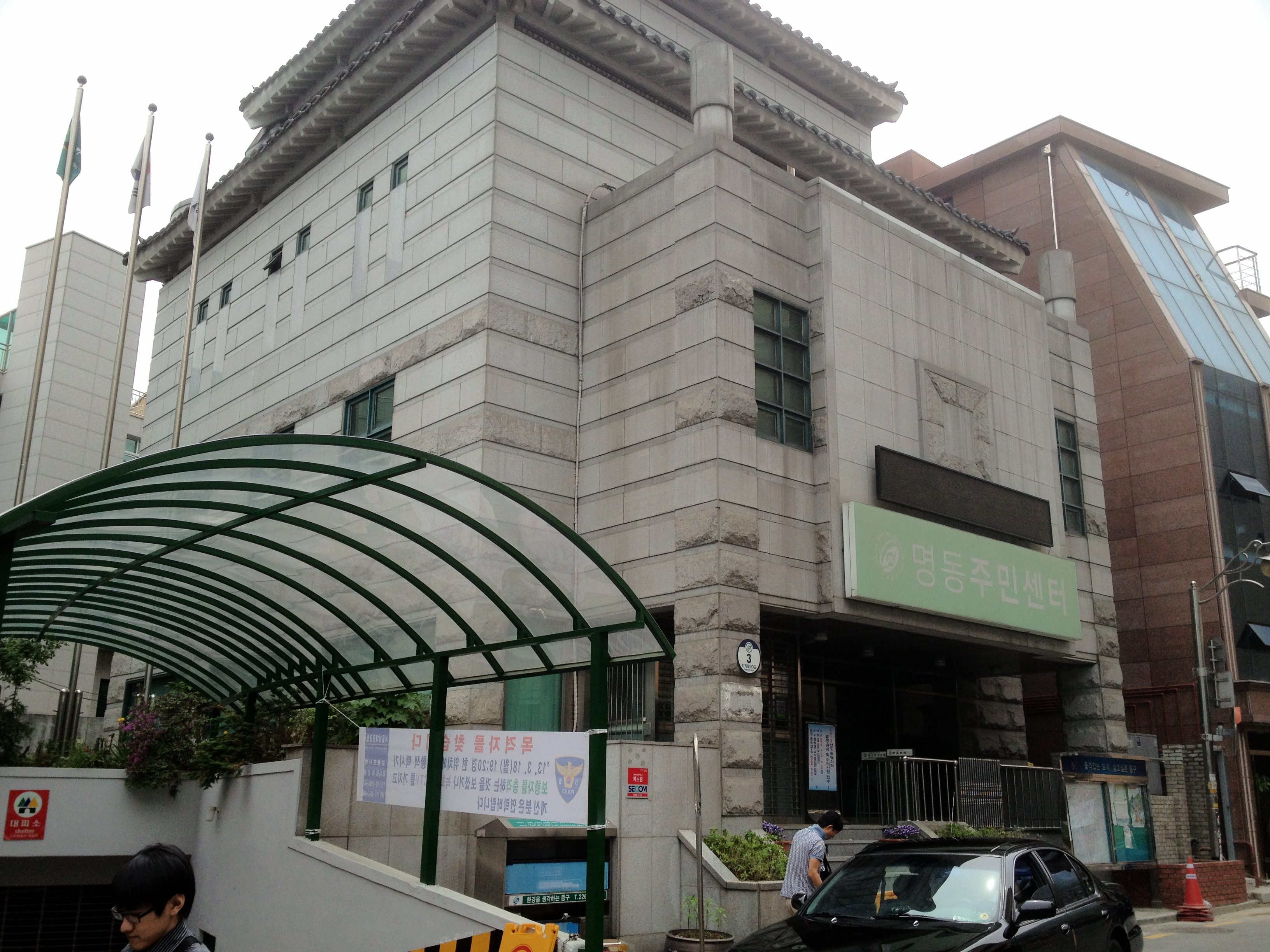
명동주민센터
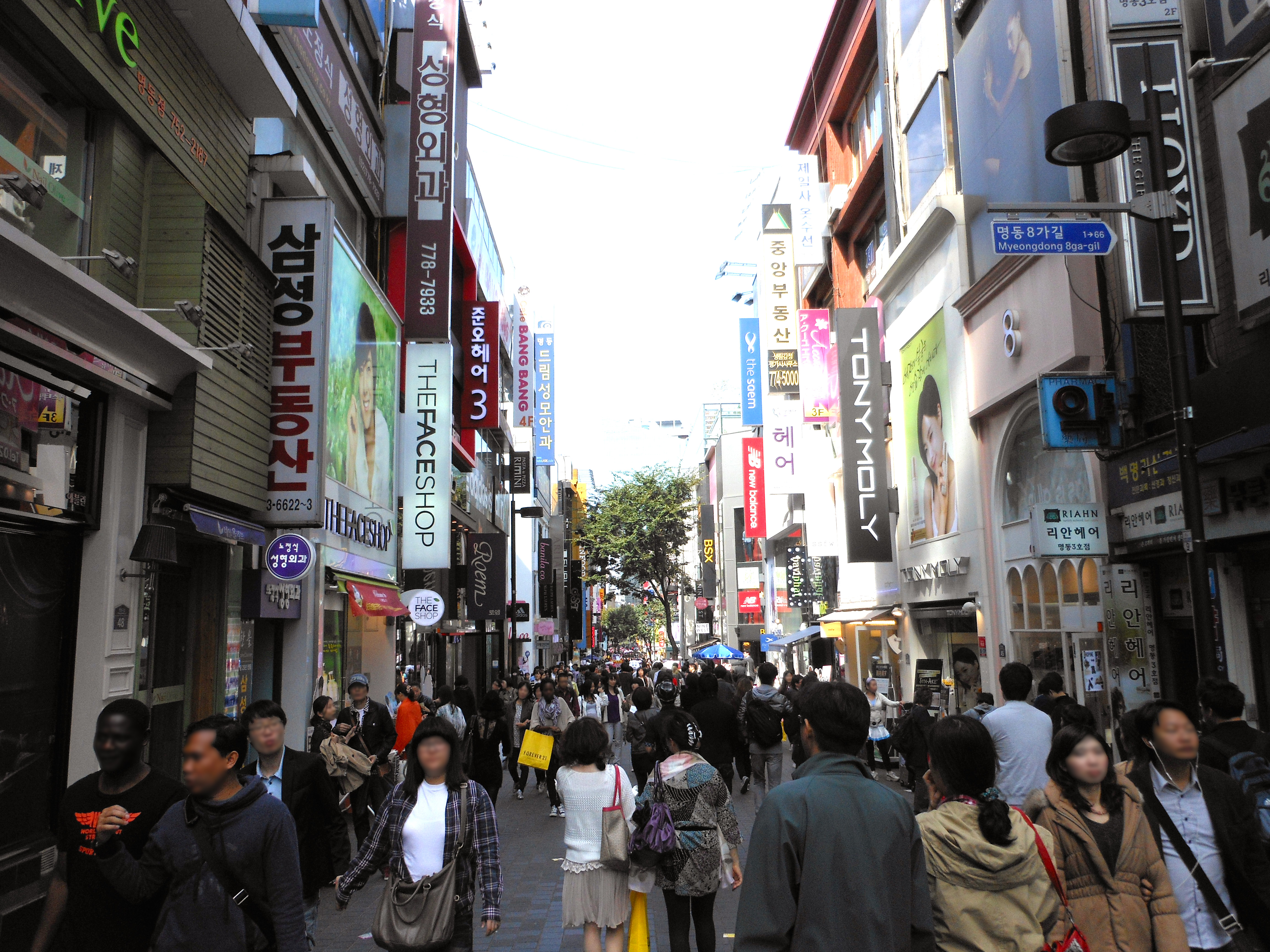
명동 거리 (2011년)
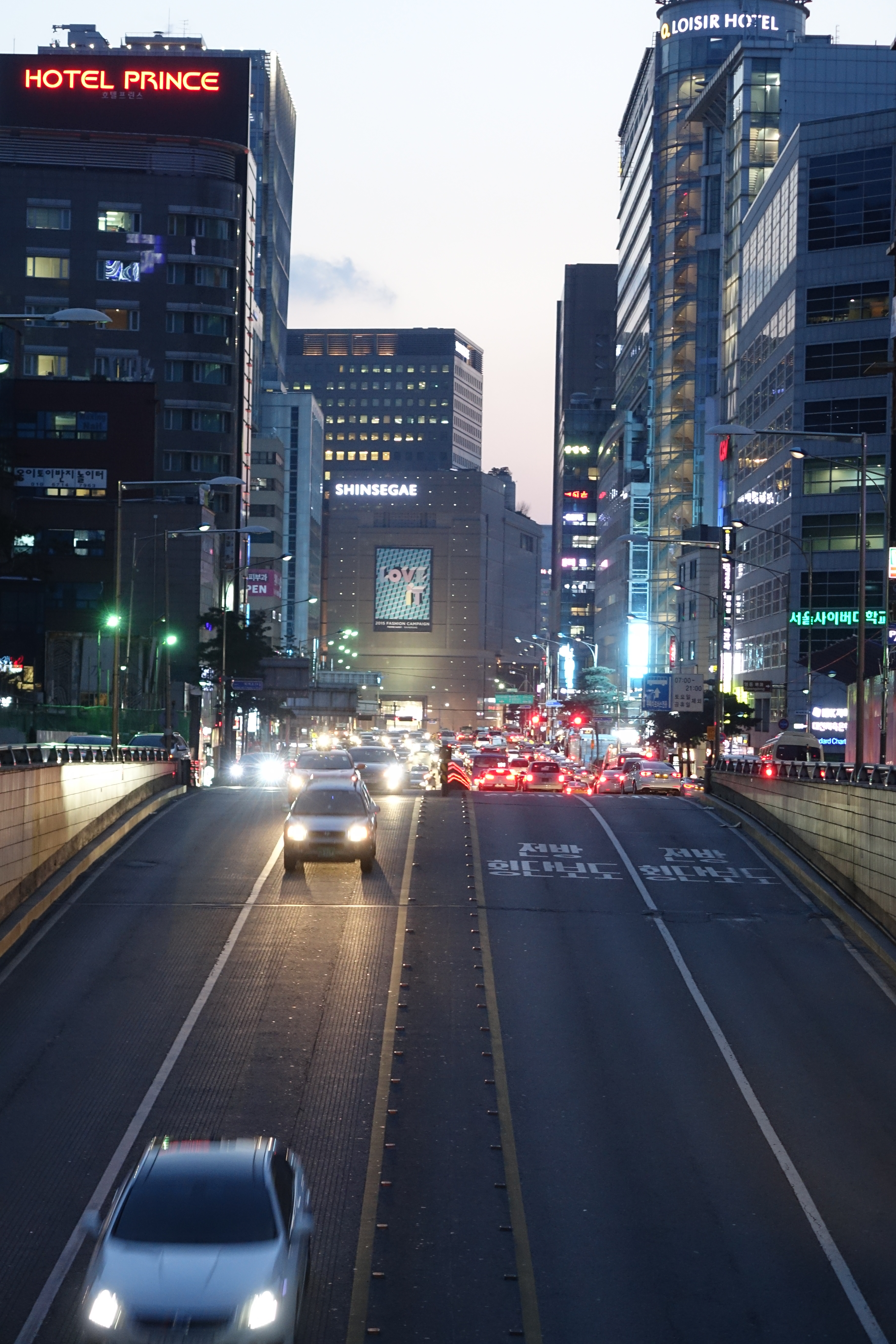
명동대로, 2015년
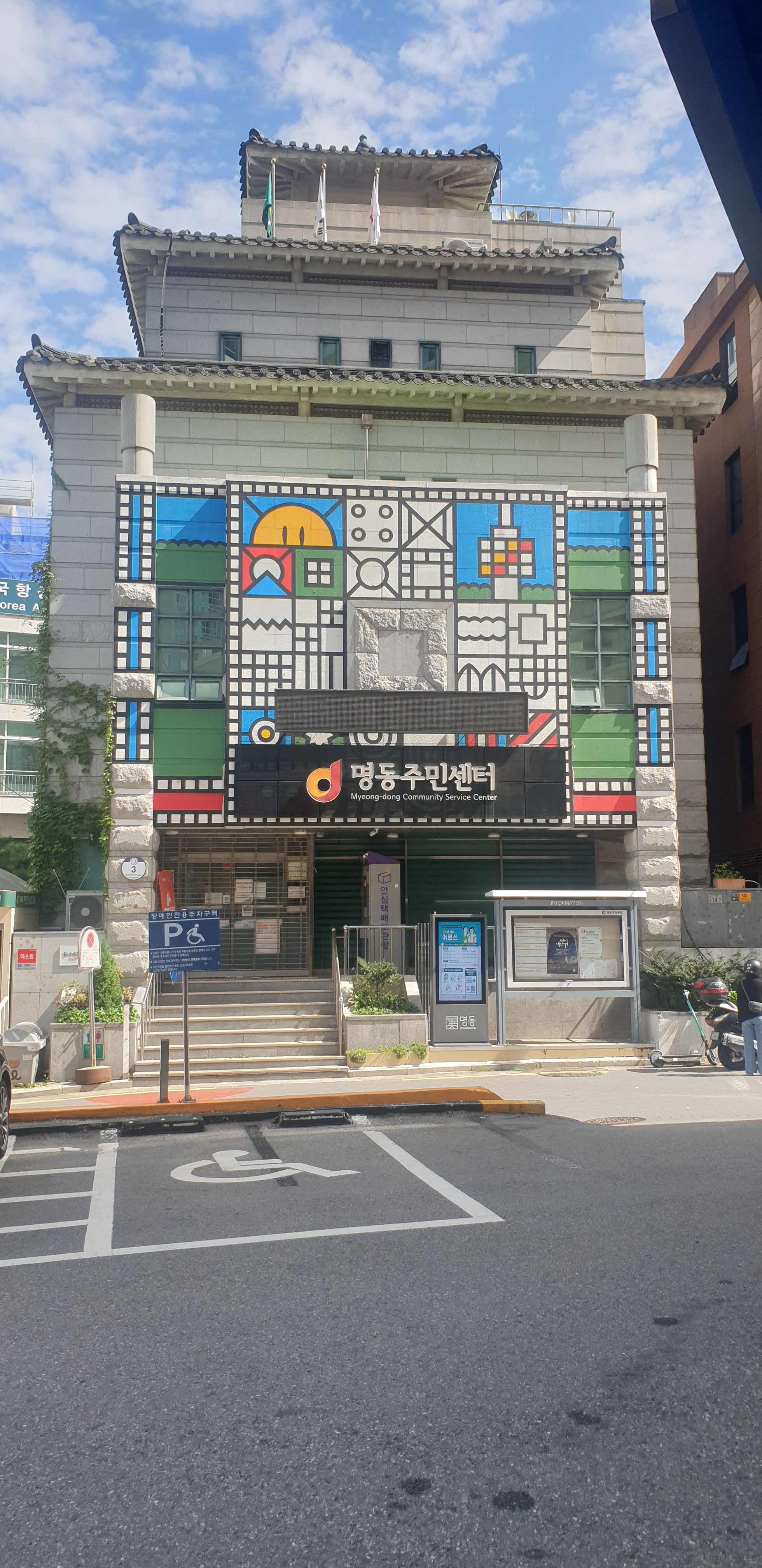
벽에 그림을 그린 명동주민센터

## 같이 보기
- 명동성당
- 대한민국의 경제
- 소중화사상#재조지은
- 장악서
- 주한 중국 대사관